# Otto von Strahl
Otto von Strahl (* 5. Dezember 1882 in Hanau; † 8. April 1961 in San Francisco) war ein deutscher Diplomat, der nach seinem Ausscheiden aus dem Auswärtigen Amt zum Widerstandskämpfer in Südafrika wurde und mit der dortigen Regierung zusammenarbeitete.

## Leben

### Jugend und Ausbildung
Otto von Strahl wuchs als Sohn eines preußischen Offiziers, der 1879 in den Adelsstand erhoben wurde, und einer Gräfin aus der Familie Monts auf, der Diplomat Anton Graf von Monts war ein Onkel. Nach mehreren Jahren Privatunterrichts besuchte er das Gymnasium in Hanau und legte dort 1903 das Abitur ab. Danach legte er seinen Militärdienst ab. Anschließend studierte er Rechtswissenschaften an der Ruprecht-Karls-Universität Heidelberg und der Philipps-Universität Marburg, wo er 1907 sein Referendarexamen ablegte. Seit 1904 war er Mitglied des Corps Saxo-Borussia Heidelberg. Nach dem juristischen Vorbereitungsdienst absolvierte er 1913 sein Examen zum Assessor. Sein Vater schrieb für ihn eine Bewerbung für den Auswärtigen Dienst. Seine weiteren Bemühungen wurden jedoch durch den Ersten Weltkrieg unterbrochen. Dort wurde er bis zum Rittmeister der Reserve befördert und fungierte als Leiter des Pass- und Meldeamtes der 10. Armee an der Ostfront. Ihm wurde später vorgeworfen, polnische Juden bei der Passvergabe bevorzugt zu haben, die diesbezügliche Anklage wurde jedoch später fallen gelassen und von Strahl wurde von Wilhelm II. offiziell begnadigt.

### Berufliche Laufbahn
Am 20. April 1918 trat Strahl seinen Dienst als Attaché in der Presseabteilung des Auswärtigen Amtes an. Er wurde in der Zentrale und an verschiedenen Einsatzorten, so in Stockholm, in Reichenberg und in den Niederlanden eingesetzt. Er leitete vier Jahre das Konsulat in Maastricht. In Guatemala lernte er die Okkultistin und Wahrsagerin Lotte Plaat kennen, für die er seine erste Frau Elisabeth Lagerbielke, mit der er zwei Kinder hatte, verließ. Die beiden ließen sich in Bergen nieder und versuchten sich mit dem Nationalsozialismus zu arrangieren. Strahl sprach unter anderem zweimal bei Adolf Hitler persönlich vor. Ein Aufnahmeantrag in die NSDAP wurde jedoch 1934 abgelehnt. Er wurde anschließend in die Berliner Zentrale abberufen und 1936 nach Durban in Südafrika versetzt.
Auf Grund einer Denunziation ermittelte die Gestapo, die Kriminalpolizei sowie die Stabsleitung der NSDAP gegen Strahl und seine Ehefrau. Auch die Auslandsorganisation der NSDAP versuchte ihn seines Amtes zu entheben. Alle Vorwürfe waren jedoch wohl stark übertrieben und substanzlos. Dennoch wurde er 1938 seines Postens als Konsul enthoben und mit einem Ruhegehalt nach Berlin zurückbeordert. Anschließend war er für Elektro- und Chemieunternehmen im Ausland tätig und kehrte mit seiner Frau kurz darauf nach Südafrika zurück.

### Widerstandstätigkeit
Von Strahl verließ nicht, wie viele seiner Landsleute, Südafrika während des Zweiten Weltkriegs. Stattdessen unterrichtete er die Regierung von Südafrika bis ins kleinste Detail über die Umtriebe der Nationalsozialisten und gab ihr umfangreiche Dossiers, die aus den Schriftstücken zusammengesetzt waren, die er in seiner Zeit als Konsul bearbeitete. Das Material gab er als sogenanntes „White Book“ weiter. Zudem erstellte er eine „Liste gefährlicher Nazis“ sowie eine Übersicht über die wichtigsten NS-Organisationen unter dem Titel „Protect Your Home Country“. 1942 veröffentlichte er bei einem Verlag in Kapstadt unter dem Titel „Seven Years As a Nazi Consul“ seine Memoiren. Im gleichen Jahr erhielt er offiziell die britische Staatsangehörigkeit durch Naturalisation. Erst 1944 wurde das Buch im Dritten Reich bekannt. Man versuchte daraufhin seine Ausbürgerung zu erreichen. Dies gelang jedoch nicht. Bereits 1943 war er allerdings in den dauernden Ruhestand versetzt worden, das Geld verblieb jedoch auf einem Inlandskonto, er hatte keinen Zugriff darauf.
1944 verlegte er in Kapstadt die Broschüre „What Shall We Do with Nazi Germany“, in der er Anregungen gab, wie man mit dem Deutschen Reich nach seiner kurz bevorstehenden Kapitulation umgehen sollte. Er machte Vorschläge, wie ein Wiederaufbau vonstattengehen könnte und gab Anregungen, wie man mit dem Land außenpolitisch verfahren sollte.

### Nach dem Dritten Reich
1947 zog Strahl mit seiner Frau nach Hollywood, Kalifornien in die Vereinigten Staaten. Dort verdingte er sich als Technischer Berater für Kinofilme, so wurde er bei Der Fall Cicero (1951), Alt Heidelberg sowie Rommel, der Wüstenfuchs herangezogen.
Von dort aus bemühte er sich ab 1951 um seine alten Bezüge und stellte einen Antrag auf Wiedergutmachung für sein erlittenes Unrecht, also seine Zwangspensionierung und die Einbehaltung der Bezüge. Dies gestaltete sich jedoch als schwierig. Tatsächlich wurde ihm sowohl eine Entschädigung als auch sein rechtmäßiges Geld vorenthalten. Als Begründung wurde sein angeblicher fehlender Widerstand angegeben. Dieser ließ sich zwar durch ein Exemplar des Buches beweisen, doch reichte dies den deutschen Behörden nicht. Stattdessen wurden ihm die ersten Jahre, als er sich bei den Nationalsozialisten noch anbiedern wollte, vorgeworfen sowie seine Staatsangehörigkeit als Brite zur Last gelegt. Auch die Vorwürfe aus der Zeit vom Ersten Weltkrieg wurden wieder hervorgehoben. Der Antrag wurde abgelehnt, für eine erneute Klage hatte Strahl keine finanziellen Mittel. Strahl verkaufte seinen restlichen Besitz in Deutschland und wurde amerikanischer Staatsangehöriger. Seinen Lebensabend bestritt er weitgehend mittellos in San Francisco, wo er am 8. April 1961 verstarb.

## Späte Würdigung
Otto von Strahl blieb lange Jahre in der Vergessenheit bis Martin Kröger seine Biografie im Sammelband Widerstand und Auswärtiges Amt: Diplomaten gegen Hitler einem größeren Publikum vorstellte. In seinem Aufsatz zeichnet er das Bild eines zu Unrecht übel mitgespielten Diplomaten. Er beendete seine Biografie mit den folgenden Worten:

„Aber wie im Fall des Fritz Kolbe sprach es gegen Otto von Strahl, dass er nicht einfach ein politisch passiver Emigrant geblieben war, sondern im Gegenteil aktiv gegen das Deutsche Reich handelnd aufgetreten war. (…) Otto von Strahl erhielt gar nichts. Und er wurde vergessen.“

## Schriften
- Seven Years As a Nazi Consul. Kapstadt: Ridout & Co 1942.
- What Shall We Do with Nazi Germany?. Kapstadt: Makew Miller 1944.